# 新耳草属
新耳草属（学名：Neanotis）是茜草科下的一个属，为披散草本植物，分枝多，节间生根，很少为亚灌木。该属共有约30种，分布于热带亚洲和大洋洲。